# Olivier Hutman
Olivier Hutman (né le 12 novembre 1954 à Boulogne-Billancourt) est un pianiste de jazz, compositeur et arrangeur français.

## Biographie
Il commence dès l'âge de quatre ans l'étude du piano classique. Il obtient en 1978 un doctorat pour une thèse portant sur les musiques urbaines du Ghana, réalisée sous la direction du cinématographe et ethnologue Jean Rouch.
C'est la découverte d'Oscar Peterson qui le décide à se consacrer au jazz. Il commence en 1975 avec le groupe Moravagine, qu'il forme avec Denis Barbier et Mino Cinelu. De 1975 à 1977, il participe à la formation de jazz-rock Chute libre avec les frères Cinelu. Plus tard (1980-1982), il joue des claviers dans le quartet de Christian Escoudé.
Il a par la suite participé à de nombreux projets musicaux. Parmi ses collaborateurs on peut citer Tony Scott, Art Farmer, Didier Lockwood, Clifford Jordan, Dee Dee Bridgewater, Turk Mauro, Pepper Adams, Harry Edison, James Moody, Toots Thielemans, Philip Catherine, Eddy Louiss, Éric Le Lann, Joe Lee Wilson, Mundell Lowe, Ted Nash, Jimmy Gourley, Junior Cook, Frank Wess, Marc Bertaux, Claude Barthélemy, Denise King ou Tony Rabeson.
En 1984, l'Académie du jazz lui octroie le prix Boris-Vian pour son premier album solo, Six Songs. Il a également travaillé dans d'autres domaines que le jazz, comme la musique créole et africaine ou le cinéma ; il a d'ailleurs obtenu plusieurs récompenses pour son travail de composition de plusieurs bandes originales de films.

## Discographie
- Olivier Hutman, Marc Bertaux, Tony Rabeson : "Beat Games", Cristal records, 2018.
- Denise King & Olivier Hutman : "Give me the high sign", Cristal records, 2012.
- Denise King & Olivier Hutman : “No tricks", Cristal records, distribution Harmonia mundi, 2010.
- Olivier Hutman quartet : “Suite mangrove”, Nocturne, 2006.
- Olivier Hutman trio : “The man with the broken tooth”, OMD, 1987.
- Olivier Hutman (avec A. Ceccarelli, C. Alvim, Tony Rabeson, M. Bertaux), JMS, 1983.

## Sources
- Philippe Carles, André Clergeat et Jean-Louis Comolli, Dictionnaire du jazz, éd. Robert Laffont, coll. Bouquins, Paris, 1994  (ISBN 2-221-07822-5), p. 574.